# Mazar-e Šarif
Mazar-e Šarif (/məˈzæri ʃəˈriːf/ mə-ZARR-ee shə-REEF; darijsko in paštunsko مزار شریف), znan tudi kot Mazar-e Šarīf ali preprosto Mazar, je tretje največje mesto v Afganistanu po številu prebivalcev z približno 500.207 prebivalcev leta 2021. Je glavno mesto province Balh in je z cestami povezano s Kunduzom na vzhodu, Kabulom na jugovzhodu, Heratom na jugozahodu in Termezom v Uzbekistanu na severu. Od meje z Uzbekistanom je oddaljen približno 55 km. Mesto je tudi turistična atrakcija zaradi svojih slavnih svetišč ter islamskih in helenističnih arheoloških najdišč. V bližini je tudi starodavno mesto Balh.
Regija okoli Mazar-i-Šarifa je bila zgodovinsko del Velikega Horasana in so jo nadzirali Tahiridi, ki so jim sledili Safaridi, Samanidi, Gaznavidi, Guridi, Ilkanidi, Timuridi in Buharski kanat do leta 1751, ko je postala del Durranijskega imperija (čeprav pod avtonomnimi emirji). Sčasoma je mesto prešlo v roke nekaj lokalnih vladarjev, preden je leta 1849 postalo del Afganistana.
Mazar-i-Šarif je regionalno središče severnega Afganistana, ki je v neposredni bližini Uzbekistana in Tadžikistana. Tu je tudi mednarodno letališče. Ima najvišji odstotek pozidanega zemljišča (91 %) med vsemi glavnimi afganistanskimi provincami in ima dodatno pozidano območje, ki sega čez občinsko mejo, vendar je del večjega mestnega območja. Je tudi najnižje ležeče večje mesto v državi, približno 357 metrov nad morsko gladino. Mestu je bilo prihranjeno opustošenje, ki se je zgodilo v drugih velikih mestih v državi med sovjetsko-afganistansko vojno in kasnejšo državljansko vojno, in je dolgo veljalo za eno najvarnejših mest v državi.
Talibanski borci so 14. avgusta 2021 zavzeli Mazar-i-Šarif, ki je postal petindvajseta prestolnica province, ki so jo talibani zavzeli v okviru širše talibanske ofenzive leta 2021.

## Etimologija
Ime Mazar-i-Sharif pomeni "grobnica svetnika", sklicevanje na grobnico Alija, bratranca, zeta in spremljevalca islamskega preroka Mohameda. Grobnica se nahaja v velikem svetišču in mošeji z modrimi ploščicami v središču mesta, znanem kot Alijevo svetišče ali Modra mošeja. [4]

## Zgodovina

### Antika
[[Ahemenidsko cesarstvo|Ahemenidi]g so nadzirali regijo od 6. stoletja pred našim štetjem. Aleksander Veliki je osvojil območje, vendar je bilo po njegovi smrti vključeno v Selevkidsko cesarstvo. Zaton Selevkidov je posledično privedel do nastanka Grško-baktrijskega kraljestva. Okoli leta 130 pr. n. št. so regijo zasedli Saki in Grško-baktrijsko kraljestvo je padlo. Jueži so zavzeli Mazar-i-Šarif in okolico, kar je privedlo do ustanovitve Kušanskega cesarstva. Sasanidi so pozneje nadzorovali območje po padcu Kušanov. Leta 651 n. št. so dosegla Mazar-i-Šarif islamska osvajanja.

### 9. stoletja do 1919
Regija okoli Mazar-i-Šarifa je bila v zgodovini del Velikega Horasana in so jo nadzorovali Tahiridi, ki so jim sledili Safaridi, Samanidi, Gaznavidi, Guridi, Ilkanidi, Timuridi in Buharski kanat.
Nekje na tem območju se je rodil pesnik Džalal al-Din Rumi. Njegov oče Baha' Valad je bil potomec prvega kalifa Abu Bakra.
Seldžuški sultan Ahmed Sandžar je na tem mestu ukazal zgraditi mesto in svetišče, ki sta ga Džingiskan in njegova mongolska vojska v 13. stoletju kasneje uničila in nato obnovila. V 19. stoletju je zaradi odsotnosti drenažnih sistemov in šibkega gospodarstva v regiji odvečna voda tega območja poplavila veliko hektarjev zemlje v bližini stanovanjskih območij, kar je povzročilo epidemijo malarije v regiji. Vladar severnega osrednjega Afganistana se je odločil prestaviti prestolnico v Mazar-i-Šarif.
Mesto je okoli leta 1751 skupaj z regijo južno od Amu Darje postalo del Durranijskega imperija. Regijo so večinoma nadzorovali avtonomni uzbekistanski vladarji). Po vojni med Buharo in Durani 1788–1790 je Kilich Ali Beg iz Khulma oblikoval mini imperij, ki se je raztezal od Balha do Ajbaka, Saighana, Kahmarda, Darra-i Sufa in Kunduza. Ko je leta 1817 umrl, sta regiji Balh in Mazar-i Šarif postali neodvisna mestna država z Akča kot svojo odvisnostjo. Novembra 1837 so Buharci osvojili mesto, vendar je Balh še vedno lahko obdržal avtonomijo. Leta 1849 je bilo mesto osvojeno in priključeno Afganistanu.

### Konec 20. stoletja
Med sovjetsko-afganistansko vojno v 1980-ih je bil Mazar-i-Šarif strateško oporišče za sovjetsko vojsko, saj so njegovo letališče uporabljali za zračne napade na mudžahidske upornike. Mazar-i-Šarif je bil tudi glavno mesto, ki je povezovalo sovjetsko ozemlje na severu, zlasti ceste, ki so vodile v Uzbekistansko Sovjetsko socialistično republiko. Kot garnizija afganistanske vojske, ki jo je podpirala Sovjetska zveza, je bilo mesto pod poveljstvom generala Abdula Rašida Dostuma. Mudžahidski milici Hezbe Vahdat in Džamiat-e Islami sta poskušali zavzeti mesto, a ju je vojska odbila. Dostum se je 19. marca 1992, malo pred padcem vlade, uprl proti vladi Mohameda Nadžibulaha in ustanovil svojo novo stranko in milico, Džunbiš-e Mili. Partija je naslednji dan zavzela mesto. Kasneje je Mazar-i-Šarif postal de facto prestolnica razmeroma stabilne in sekularne proto-države v severnem Afganistanu pod vladavino Dostuma. Mesto je ostalo mirno in uspešno, medtem ko je preostali del naroda razpadel in so ga počasi prevzele fundamentalistične talibanske sile. Mesto so takrat poimenovali »bleščeči dragulj v okrnjeni kroni Afganistana«. Denar je prihajal od tujih donatorjev Rusije, Turčije, pravkar neodvisnega Uzbekistana in drugih, s katerimi je Dostum vzpostavil tesne odnose. Tiskal je lastno valuto za regijo in ustanovil svojo letalsko družbo. Mesto je ostalo razmeroma liberalno, kot je bil prej Kabul, kjer so bile dejavnosti, kot so šole za skupno izobraževanje in stave, zakonite v nasprotju z regijami na jugu države, kjer so prevladovali talibani.
Ta mir je bil porušen maja 1997, ko ga je izdal eden od njegovih generalov, vojskovodja Abdul Malik Pahlavan, ki se je povezal s talibani, zaradi česar je moral pobegniti iz Mazar-i-Šarifa, ko so se talibani pripravljali zavzeti mesto preko Pahlavana. Nato se je Pahlavan sam uprl talibanom glede dogovora in poročali so, da je Pahlavan med majem in julijem 1997 usmrtil na tisoče talibanskih članov, da je osebno izvedel veliko umorov s pobojem zapornikov kot maščevanje za smrt Abdula Alija Mazarija leta 1995. »Na splošno velja, da je odgovoren za brutalni pokol do 3000 talibanskih zapornikov, potem ko jih je povabil v Mazar-i-Šarif.« Več talibanov je ušlo pokolu in poročalo, kaj se je zgodilo. Medtem se je Dostum vrnil in ponovno vzel mesto Pahlavanu.
Vendar so se talibani leta 1998 maščevali z napadom na mesto in ubili približno 8000 neborcev. Ob 10. uri zjutraj 8. avgusta 1998 so talibani vstopili v mesto in se naslednja dva dni s svojimi tovornjaki vozili gor in dol po ozkih ulicah Mazar-i-Šarifa ter streljali levo in desno ter ubijali vse, kar se je premikalo – lastnike trgovin, vlačilce vozov, nakupovalce, ženske in otroke ter celo koze in osle. Več kot 8000 neborcev naj bi bilo ubitih v Mazar-i-Šarifu in kasneje v Bamijanu. Poleg tega so talibani kritizirali, ker so prvih šest dni prepovedali pokopavanje trupel (v nasprotju z zapovedmi islama, ki zahteva takojšen pokop), medtem ko so ostanki zgnili v poletni vročini in so jih pojedli psi. Talibani naj bi iskali in pobili tudi pripadnike Hazare, medtem ko so imeli pod nadzorom Mazar.

### Od leta 2001
Po napadih 11. septembra 2001 je bilo Mazar-i-Šarif prvo afganistansko mesto, ki je padlo v roke Severnemu zavezništvu (Združena fronta), ki ga podpirajo ZDA. Poraz talibanov v Mazarju se je hitro spremenil v pobeg iz preostalega severnega in zahodnega Afganistana. Po bitki pri Mazar-i-Šarifu novembra 2001 so mesto uradno zavzele sile Severnega zavezništva. Pridružile so se jim enote za posebne operacije Združenih držav Amerike, podpirala pa so jih letala ameriškega letalstva. Severno zavezništvo je po bitki domnevno pobilo kar 3000 talibanskih borcev, ki so se predali, poročila pa navajajo tudi kopenske enote ZDA na prizorišču pokola. Irski dokumentarni film Afghan Massacre: The Convoy of Death je raziskal te obtožbe. Filmski ustvarjalec Doran trdi, da so preiskovalci Združenih narodov našli množična grobišča tisočih žrtev. Busheva administracija naj bi blokirala preiskavo incidenta.
Mesto je po letu 2002 počasi prešlo pod nadzor Karzajeve administracije, ki jo vodi predsednik Hamid Karzaj. 209. korpus (Shaheen) afganistanske nacionalne vojske je imel sedež v Mazar-i-Šarifu, ki je nudil vojaško pomoč severnemu Afganistanu. V mestu je bil tudi sedež afganistanske mejne policije za severno cono. Kljub vzpostavljenim varnostnim ukrepom so prihajala poročila o talibanskih dejavnostih in umorih plemenskih starešin. Uradniki v Mazar-i-Šarifu so poročali, da je bilo v zadnjih nekaj letih v provinci Balh umorjenih med 20 in 30 afganistanskih plemenskih starešin. Ni prepričljivih dokazov o tem, kdo stoji za tem, vendar naj bi bila večina žrtev povezanih s politično stranko Hezb-i Islami.
Manjši spopadi med milicami, ki so pripadale različnim poveljnikom, so trajali vse leto 2002 in bili v središču intenzivnega mirovnega posredovanja ZN in programa razorožitve osebnega orožja. Po določenem pritisku je urad afganistanske neodvisne komisije za človekove pravice aprila 2003 odprl urad v Mazarju. Pojavila so se poročila o etničnem čiščenju civilistov severnega Paštuna s strani drugih skupin, predvsem etničnih Tadžikov, Hazarov in Uzbekov.
Mirovne sile pod vodstvom Nata so v mestu in okolici nudile pomoč afganistanski vladi. Regionalno poveljstvo ISAF Sever, ki ga je vodila Nemčija, je bilo nameščeno v kampu Marmal, ki je ležalo poleg letališča Mazar-i-Šarif. Od leta 2006 je skupina za obnovo pokrajine Mazar-i-Šarif imela poveljnike enot iz Švedske, ki so jih posodili Isafu. Enota je bila stacionirana v kampu Northern Lights, ki je bil 10 kilometrov zahodno od kampa Marmala. Tabor Nidaros, je bil znotraj kampa Marmal, z vojaki iz Latvije in Norveške, vodil pa ga je častnik ISAF iz Norveške.
Leta 2006 je bilo objavljeno odkritje novih helenističnih ostankov.
1. aprila 2011 so jezni demonstranti v mestu ubili deset tujih uslužbencev, ki so delali za misijo Združenih narodov za pomoč Afganistanu (UNAMA). Demonstracija je bila organizirana kot povračilo pastorjem Terryju Jonesu in Waynu Sappu, ki sta 21. marca sežigala Koran na Floridi v Združenih državah. Med mrtvimi je bilo pet Nepalcev, norveški, romunski in švedski državljan, dva od njih naj bi bila obglavljena. Terry Jones, ameriški pastor, ki je nameraval zažgati sveto knjigo islama, je zanikal svojo odgovornost za hujskanje. Predsednik Barack Obama je ostro obsodil tako sežig Korana, ki ga je označil za dejanje »skrajne nestrpnosti in fanatizma«, kot »nezaslišane« napade protestnikov, ki jih je označil za »žalitev človeške spodobnosti in dostojanstva«. »Nobena vera ne dopušča pokola in obglavljenja nedolžnih ljudi in ni opravičila za tako nečastno in obžalovanja vredno dejanje«. Ameriški zakonodajalci, vključno z vodjo senatne večine Harryjem Reidom, so prav tako obsodili sežig in nasilje kot odziv na to.
Do julija 2011 je nasilje med uporniki doseglo rekordno raven. Konec julija 2011 so enote Nata prav tako predale nadzor nad Mazar-i-Šarifom lokalnim silam zaradi naraščajočih varnostnih strahov le nekaj dni po tem, ko ga je prizadel smrtonosni bombni napad. Mazar-i-Šarif je šesto od sedmih območij, ki so prešla pod nadzor Afganistana.
10. novembra 2016 je samomorilski napadalec s tovornjakom bombo zaletel v steno nemškega konzulata v Mazar-i-Šarifu. Ubitih je bilo osem ljudi, več kot sto pa je bilo ranjenih.
21. aprila 2017 je usklajen napad talibanov ubil več kot 100 ljudi v kampu Shaheen, bazi afganistanske vojske v Mazar-i-Šarifu.
Novembra 2018 je Glas Amerike poročal, da je 40 hiš v Kazil Abadu, neposrednem predmestju Mazar-i-Šarifa, uporabilo neeksplodirane sovjetske rakete zemlja-zemlja kot gradbeni material. Posledično je bilo več ljudi ubitih in ranjenih zaradi eksplozij v preteklih letih. Te rakete, ki jih je leta 1989 ob koncu sovjetsko-afganistanske vojne pustila za seboj sovjetska vojska, so revni prebivalci vasi uporabljali kot poceni gradbeni material. Ocenjeno je bilo, da je bilo v vas vgrajenih več kot 400 raket kot stenski in stropni nosilci, zamaški vrat in celo brvi, ki so jih uporabljali otroci. Ko je preostali svet odkril to dejstvo, je danska skupina za razminiranje Danskega sveta za begunce obiskala vas in po povpraševanju prebivalcev začela z razminiranjem in obnovo vasi ter varno odstranila rakete z nadzorovano detonacijo na meji z Uzbekistan.
Predsednik Gani je mesto obiskal 11. avgusta 2021, da bi lokalne vojskovodje zbral v boju proti talibanom. 14. avgusta so talibani zavzeli Mazar-i-Šarif skupaj s Sharano in Asadabadom, glavnima mestoma provinc Paktika oziroma Kunar. Lokalne vladne sile in regionalna voditelja Abdul Rašid Dostum in Atta Mohamed Noor so pobegnili v sosednji Uzbekistan.
21. aprila 2022 je Islamska država – provinca Horasan z bombardiranjem šiitske mošeje ubila 31 ljudi. Teden dni pozneje je bilo v dvojnem bombnem napadu ubitih 11 ljudi.
Mazar-i-Šarif je znan tudi po afganistanski pesmi Bia ke berem ba Mazar (Pridi, gremo v Mazar), avtor Abdul Rahim Sarban.

## Glavne znamenitosti
Sodobno mesto Mazar-i Šarif je osredotočeno okoli Alijevega svetišča. Zelo obnovljen, je eden najveličastnejših spomenikov v Afganistanu. Zunaj Mazar-i Šharifa leži starodavno mesto Balh. Mesto je središče tradicionalnega buzkaši športa, Modra mošeja pa je središče praznovanja Novruz v severnem Afganistanu. Čeprav večina muslimanov verjame, da je pravi grob Alija v mošeji Imama Alija v Nadžafu, Irak, drugi še vedno prihajajo v Mazar-i-Šarif izkazovati spoštovanje.
- Alijevo svetišče
- Park-e-Ariana
- Kulturni park Maulana Džalaludin
- Palača Taškurgan
- Guvernerjeva palača
- Vrata Mazar-i-Šarif

- Ameriški Lockheed C-5 Galaxy na letališču Mazar-i-Šarif
- Modra mošeja je cilj romarjev
- Guvernerjeva palača
- Vrata Mazar-i-Šarif v gradnji (julij 2012)

## Gospodarstvo
Mazar-i-Šarif je glavno trgovsko središče v severnem Afganistanu. V lokalnem gospodarstvu prevladujejo trgovina, kmetijstvo in karakulska ovčereja. Majhno izkoriščanje nafte in plina je prav tako povečalo obete mesta. To je tudi lokacija konzulatov Indije in Pakistana za trgovinske in politične povezave.